# 策尔尼茨
策尔尼茨是德国图林根州的一个市镇。总面积4.20平方公里，总人口770人，其中男性382人，女性388人（2011年12月31日），人口密度183人/平方公里。